# エディルネ県
エディルネ県(エディルネけん、トルコ語: Edirne ili)は、トルコ北西部、マルマラ地方の県。東トラキアと呼ばれた土地にある。県都であるエディルネは古代にはハドリアノポリスとして知られた。
北部をブルガリアと、西部をギリシャと接している。また、北東にはクルクラーレリ県、東部にはテキルダー県、東南はチャナッカレ県と接している。南はエーゲ海に向いている。
ローマ帝国、オスマン帝国の支配を受けいずれの時代もアジアとヨーロッパをつなぐ中間の都市として栄えた。オスマン時代には首都になったこともあった。しかし、どちらの帝国も衰退期に入るとこの地域自体がバルカン半島での戦闘の最前線に立たされた。このため、繁栄の割りにローマ時代の旧跡はほとんど残らず、オスマン時代の栄光も翳ったものになってしまっている。

## 隣接する県
- クルクラーレリ県
- テキルダー県
- チャナッカレ県
- 東マケドニア・トラキア
- ハスコヴォ州
- ヤンボル州

## 下位自治体
- エディルネ（Edirne）
- エネズ（Enez）
- ハヴサ（Havsa）
- イプサラ（İpsala）
- ケシャン（Keşan）
- ララパシャ（Lalapaşa）
- メリチュ（Meriç）
- シュロール（Süloğlu）
- ウズンキョプリュ（Uzunköprü）